# Lipinki Łużyckie (gmina)
Lipinki Łużyckie – gmina wiejska w województwie lubuskim, w powiecie żarskim. W latach 1975–1998 gmina położona była w województwie zielonogórskim. Siedzibą gminy są Lipinki Łużyckie.
Według danych z 2018 roku gminę zamieszkiwały 3273 osoby.

## Struktura powierzchni
Według danych z roku 2002 gmina Lipinki Łużyckie ma obszar 89 km², w tym:
- użytki rolne: 45%
- użytki leśne: 47%

Gmina stanowi 6,4% powierzchni powiatu.

## Demografia

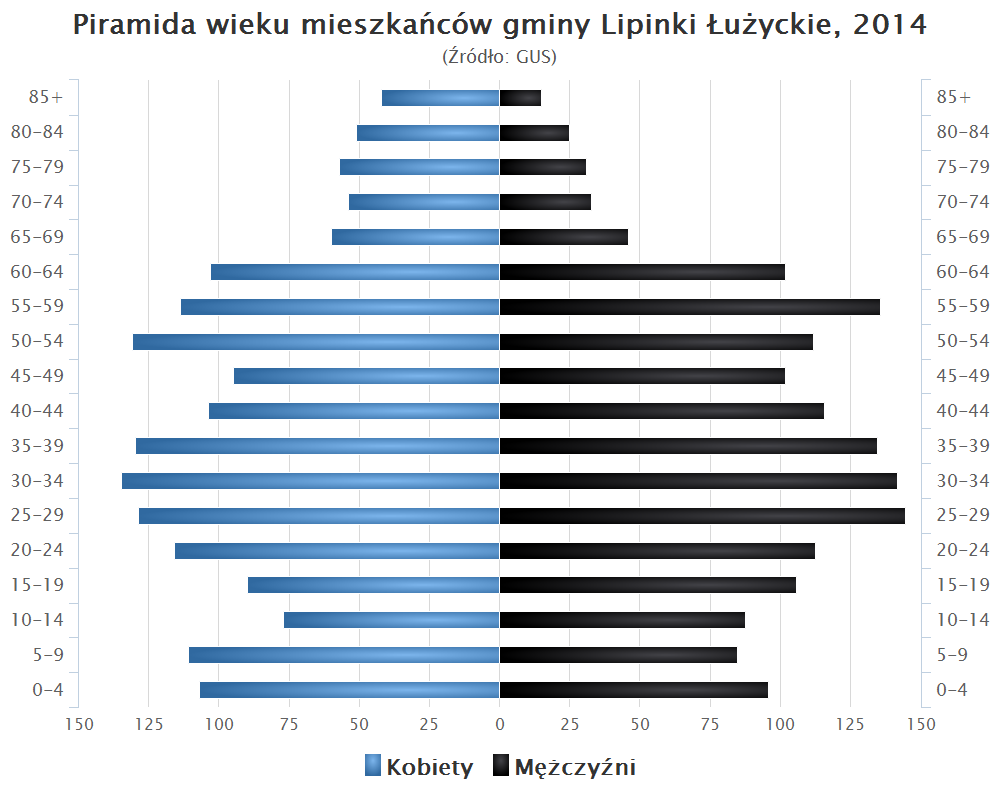
Piramida wieku mieszkańców gminy Lipinki Łużyckie w 2014 roku

Dane z 31 grudnia 2018:
| Opis                              | Ogółem | Ogółem | Kobiety | Kobiety | Mężczyźni | Mężczyźni |
| --------------------------------- | ------ | ------ | ------- | ------- | --------- | --------- |
| jednostka                         | osób   | %      | osób    | %       | osób      | %         |
| populacja                         | 3368   | 100    | 1716    | 50,95   | 1652      | 49,05     |
| gęstość zaludnienia (mieszk./km²) | 38,04  | 38,04  | 19,39   | 19,39   | 18,65     | 18,65     |

## Ochrona przyrody
Na obszarze gminy znajduje się rezerwat przyrody Wrzosiec chroniący fragment lasu z wrzoścem bagiennym.

## Transport
Przez gminę przebiegają autostrada A18 i DK12.

## Sołectwa
Brzostowa-Sieciejów, Cisowa, Górka, Grotów, Lipinki Łużyckie, Pietrzyków, Piotrowice, Suchleb, Zajączek-Tyliczki,
Boruszyn.

## Sąsiednie gminy
Jasień, Przewóz, Trzebiel, Tuplice, Żary